# Neuenhaus
 (décembre 2023).
Si vous disposez d'ouvrages ou d'articles de référence ou si vous connaissez des sites web de qualité traitant du thème abordé ici, merci de compléter l'article en donnant les références utiles à sa vérifiabilité et en les liant à la section « Notes et références ».
Neuenhaus est une ville allemande située dans de l'arrondissement du Comté de Bentheim, au sud-est de la Basse-Saxe, à la frontière avec les Pays-Bas. La ville se trouve à la jonction des rivières Vechte et Dinkel.
Elle fait partie de l'agglomération de Neuenhaus, regroupant les villes d'Esche, Georgsdorf, Lage, Neuenhaus-Veldhausen et Osterwald. Elle forme une entité avec la ville voisine de Veldhausen, sous l'autorité du même maire, actuellement Paul Mokry.

Histoire de la ville
En 2019, la ville de Neuenhaus a fêté les 650 ans de la fondation de la ville.
Mais la ville tient son origine du comte de Bentheim, Johan II, en 1317, qui se trouvait sur la route marchande entre Münster et Amsterdam. A cette époque, elle était constitué d'un petit château, là où les rivières Dinkel et Vechte se rencontraient.

Jumelage
La ville de Neuenhaus a trois jumelages : 
- Boussy Saint Antoine, en France, depuis 1990
- Zelów, en Pologne, depuis 1993
- Gyermely, en Hongrie, depuis novembre 2010

Le jumelage a été mis en place par Anni Nyhuis et Lüpke Heier en 1987, lors d'une première visite non-officielle à Boussy Saint Antoine. Le 4 avril 2012, Anni Nyhuis a laissé sa place de présidente du comité de jumelage à Wolfgang Ledebur.

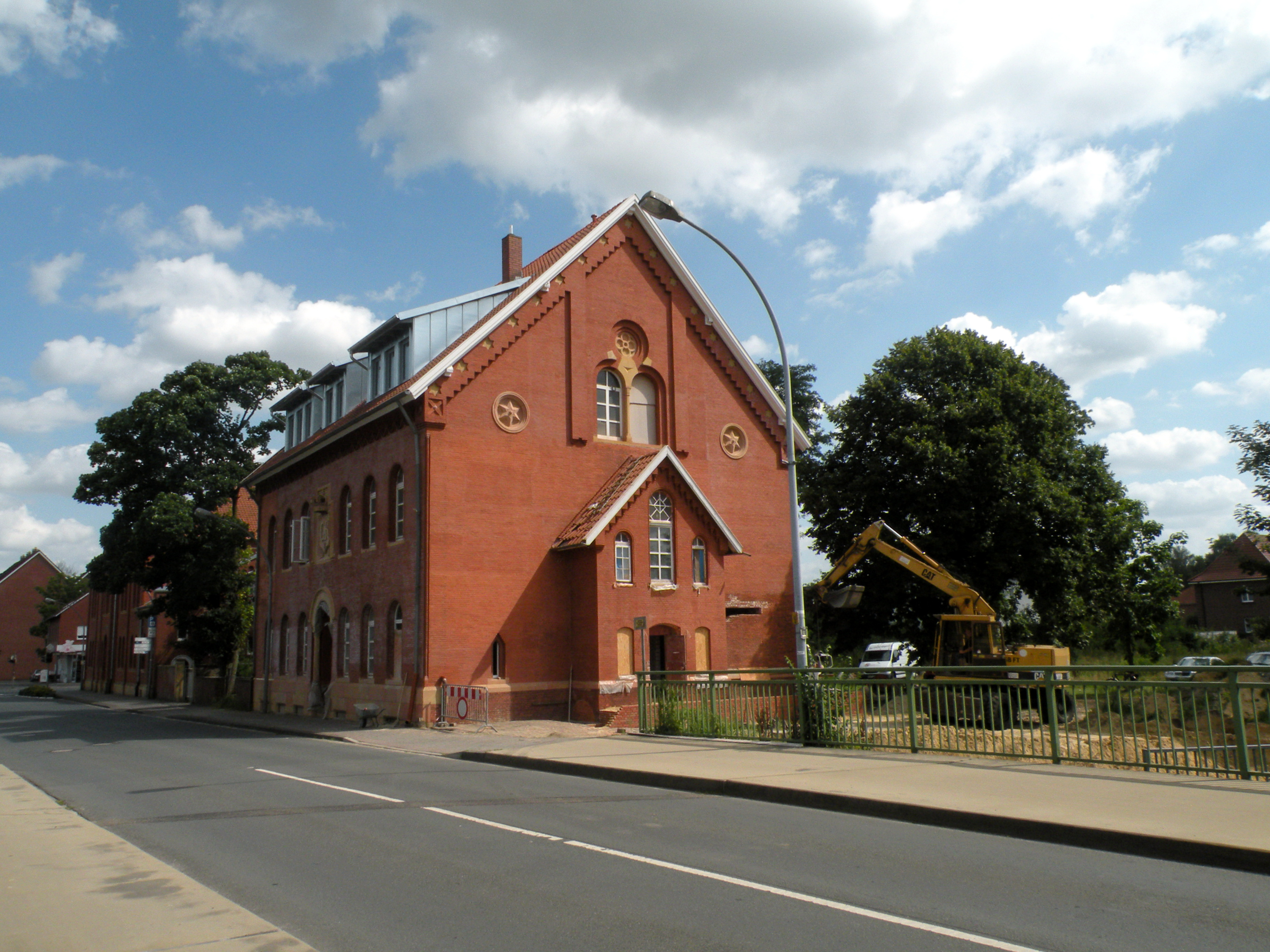
Neuenhaus